# Stade Dudelange
El Stade Dudelange fue un equipo de fútbol de Luxemburgo que jugó en la Division Nationale, la liga de fútbol más importante del país.

## Historia
Se fundó en 1913 en la ciudad de Dudelange. Fue uno de los equipos más exitosos del país. Ganó diez títulos de Liga y cuatro Copas, solo superado por el Jeunesse Esch y el desaparecido CA Spora Luxembourg. Ganó cuatro de esos títulos de liga en la década de los años 40. Cuando Luxemburgo estuvo bajo ocupación alemana en la Segunda Guerra Mundial, participó en la Gauliga Moselland y la ganó en una ocasión al vencer al Schalke 04. 
A nivel internacional participó en dos torneos continentales, en los que no superó la Primera ronda.
Desapareció en 1991, cuando el equipo se fusionó con el Alliance Dudelange y el US Dudelange para crear al F91 Dudelange.

## Palmarés
- Division Nationale: 10

1938-39, 1939-40, 1944-45, 1945-46, 1946-47, 1947-48, 1949-50, 1954-55, 1956-57, 1964-65
- - Subcampeón: 6

1919-20, 1922-23, 1924-25, 1927-28, 1955-56, 1959-60
- Copa de Luxemburgo: 4

1937-38, 1947-48, 1948-49, 1955-56
- - Finalista: 8

1927-28, 1935-36, 1938-39, 1939-40, 1946-47, 1956-57, 1957-58, 1959-60
- Gauliga Moselland: 1

1941-42

## Participación en competiciones de la UEFA
| Temporada | Torneo                      | Ronda | Club          | Casa | Visita | Global |
| --------- | --------------------------- | ----- | ------------- | ---- | ------ | ------ |
| 1957/58   | Copa de Campeones de Europa | 1     | Estrella Roja | 1-9  | 0-5    | 1-14   |
| 1965/66   | Copa de Campeones de Europa | 1     | SL Benfica    | 0-8  | 0-10   | 0-18   |